# Aleksandr Mihajlovič Piskarev
Aleksandr Mihajlovič Piskarev (Александр Михайлович Пискарёв) (18. studenog 1949.) je ruski nogometaš i trener.

## Igračka povijest
- Spartak Moskva (1971. – 75.)
- FK Rostov  (1976. – 77.)
- Lokomotiv Kaluga (1978.)
- Spartak Rjazanj (1979.)
- Krasnaja Presnja Moskva (1980.)

## Trenerska povijest
- Krasnaja Presnja Moskva (1980. – 83.)
- Kareda Šiauliai (1998. – 99.)
- FK Himki (2000.)
- FK Mostransgaz Gazoprovod (2000.)
- FK Dinamo Minsk (2000. – 01.)
- FK Anži Mahačkala (2003.)
- FK Vostok Ust-Kamenogorsk (2004.)
- FC MTZ-RIPO Minsk (2004.)